# Daida Ruano Moreno
Daida Ruano Moreno est une windsurfeuse espagnole championne du monde de planche à voile à 18 reprises en modalité vagues.

## Parcours
Elle est originaire de la localité de Pozo Izquierdo, à Grande Canarie (Espagne).
Elle a été 18 fois championne du monde de windsurf (modalité vagues) et a été la première femme dans l'histoire du windsurfing professionnel qui a pris part à une compétition dans du tableau masculin (lors de la Coupe du Monde de Grande Canarie). 
Elle est pressentie avec sa soeur jumelle Iballa Ruano, autre windsurfeuse reconnue, pour recevoir le Prix Nationale de Sports qu'attribue chaque année le Conseil Supérieur de Sports espagnol.
En 2023, alors âgée de 45 ans et mère d'un enfant de trois ans, elle annonce renoncer à la compétition, pour profiter de sa famille et s'occuper de son centre de physiothérapie. 

## Palmarès
- Championne du monde de la Professional Windsurfers Association (PWA) absolue: 2000
- Championne du monde de la Professional Windsurfers Association (PWA) en modalité vagues (Wave): 2000, 2001, 2002, 2003, 2004, 2005, 2008, 2009, 2010 et 2011
- Championne du monde de la Professional Windsurfers Association (PWA) en modalité Freestyle: 2003, 2004, 2005, 2006, et 2007
- Championne du monde de la Professional Windsurfers Association (PWA) en modalité SuperX: 2007